# Burgruine Reichenfels
Die Burgruine Reichenfels ist eine kleine mittelalterliche Höhenburg bei Hohenleuben im Landkreis Greiz in Thüringen. Die ruinösen Mauerreste dieser Spornburg und die sie umgebenden öffentlichen und privaten Gebäude (mit dem Museum Reichenfels) bilden den Hohenleubener Ortsteil Reichenfels.
Die Burg war einst Verwaltungssitz der kleinen mittelalterlichen Herrschaft "Pflege Reichenfels".

## Lage

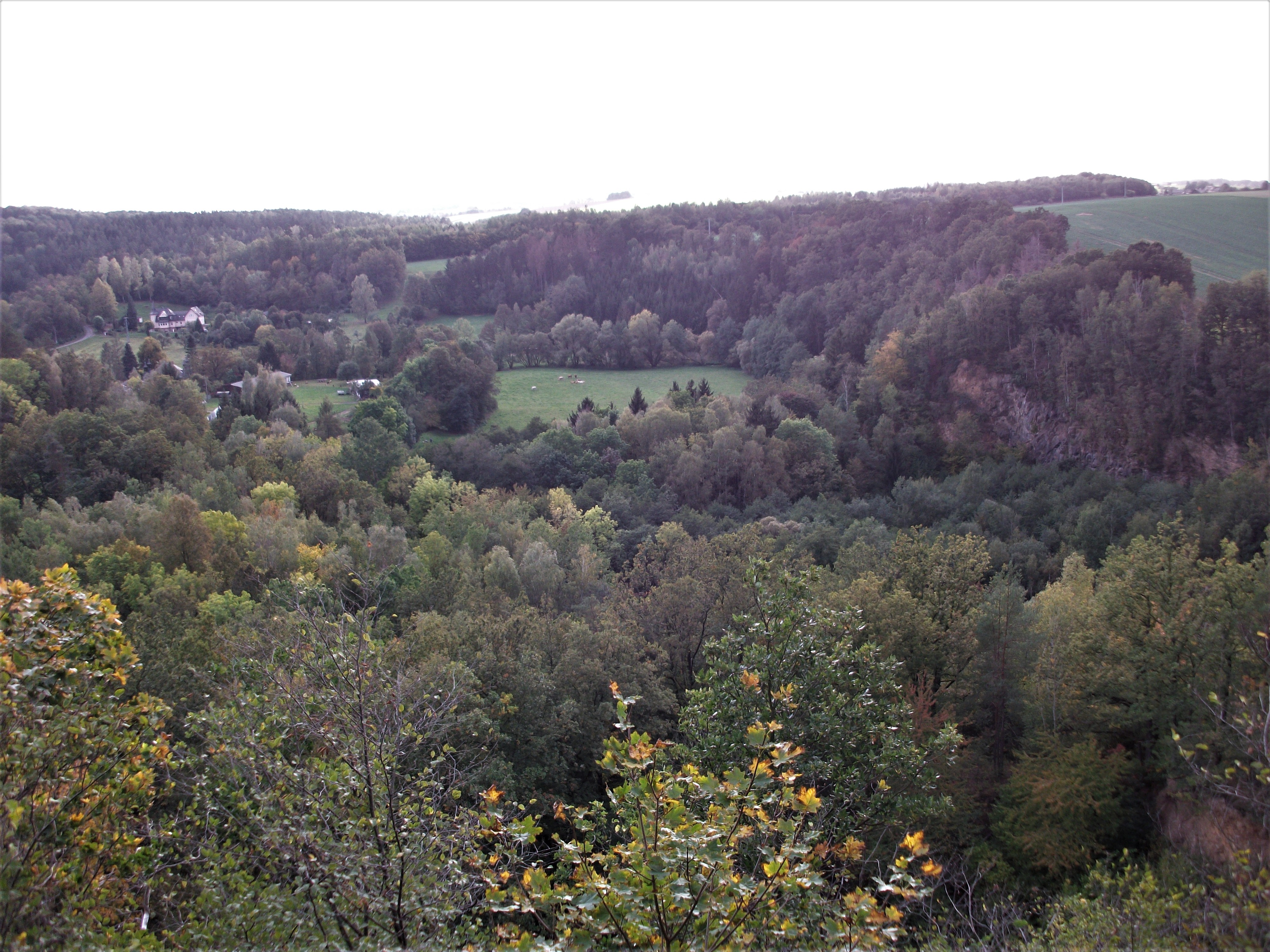
Blick von der Burgruine ins Triebestal

Die Burg befindet sich etwa einen Kilometer westlich vom Stadtzentrum Hohenleuben auf einer Höhe von etwa 350 m ü. NN auf dem Bergsporn Schlossberg und etwa 45 m über dem Triebestal. Sie liegt an der Reußischen Fürstenstraße. Vom Rand des Ortskerns Hohenleubens nach Reichenfels führt seit 1770 eine Kastanienallee.

## Geschichte

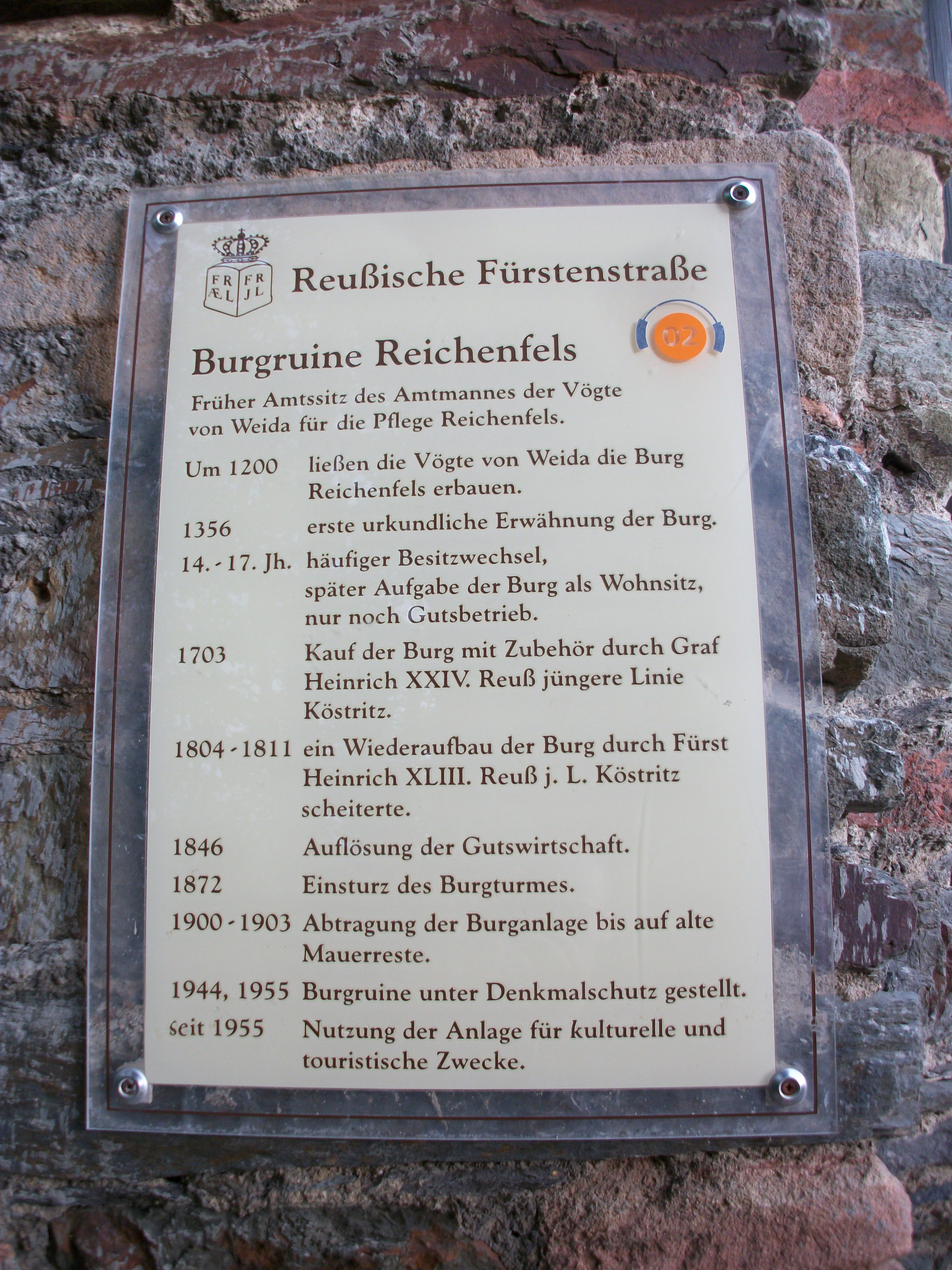
Infotafel zur Burggeschichte

Die Burg wurde vermutlich schon im 12. Jahrhundert von den Vögten von Weida erbaut und gelangte 1356 in den Besitz der Vögte von Gera. 1550 erwarben die Burggrafen von Meißen zu Plauen die Burg und besetzten die Burgmannschaft mit Familien des vogtländischen Uradels. 1703 wurde die Burg mit allen Gebäuden von Graf Heinrich XXIV. Reuß zu Köstritz gekauft. Ab dem 18. Jahrhundert verfiel die Burg. Um 1793 gehörten zur „Pflege Reichenfels“ die Burg Reichenfels, sowie die Orte Hohenleuben, Triebes und Langenwetzendorf. Sie unterstand dem Fürstentum Reuß jüngerer Linie, Seitenlinie Reuß-Köstritz der Schleizer Linie.
1703 verkaufte Georg Wilhelm von Müffling die Burg und Herrschaft (Pflege) Reichenfels an Graf Heinrich XXIV. von Reuß-Köstritz. Letzterer verlegte den Sitz des Amtes nach Hohenleuben. Dazu wurde das Hohenleubener Schloss errichtet oder bestand bereits.
Weitere Besitzer oder Lehnsmänner auf der Burg:
- Familie von Müffling bis 1703 als Besitzer von Reichenfels und Hohenleuben

### Historistischer Schlossneubau und ehemaliger Schlosspark
1804 begann Fürst Heinrich XLIII. Reuß zu Köstritz, in der Ruine ein neoromanisches Schloss zu errichten und die Umgebung entsprechend parkartig zu gestalten. Die Arbeiten wurden ohne wesentlichen Erfolg 1811 eingestellt. 1846 lösten die Köstritzer Fürsten auch die Gutswirtschaft auf. Der Schlossturm stürzte 1872 ein, und von 1900 bis 1903 wurden Burg und Schloss bis auf die Grundmauern abgetragen.
In der Umgebung findet man auch Reste der versuchten Parkgestaltung des Fürsten Heinrich XLIII., wie ein  klassizistisches Sandsteintor und ein hierher verbrachtes sagenumwobenes Steinkreuz, „Heilige Kreuz“ genannt.

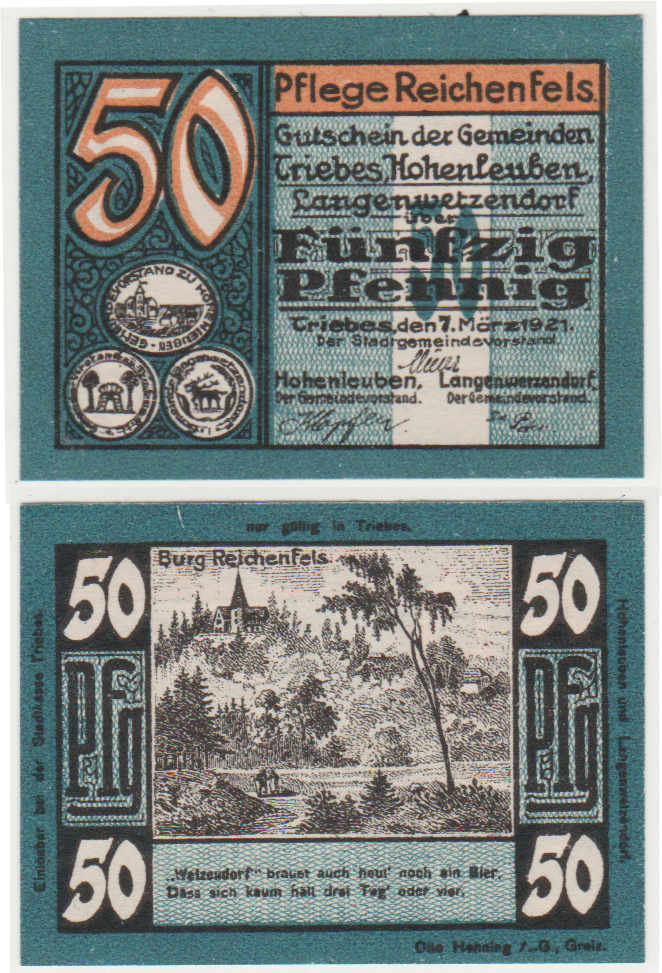
Ein Notgeldschein aus Triebes von 1921, benannt nach der historischen Herrschaft "Pflege Reichenfels". Er zeigt das Schloß Reichenfels nach einer historischen Ansicht
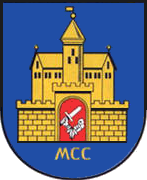
Schloss Reichenfels symbolisch im Wappen von Hohenleuben
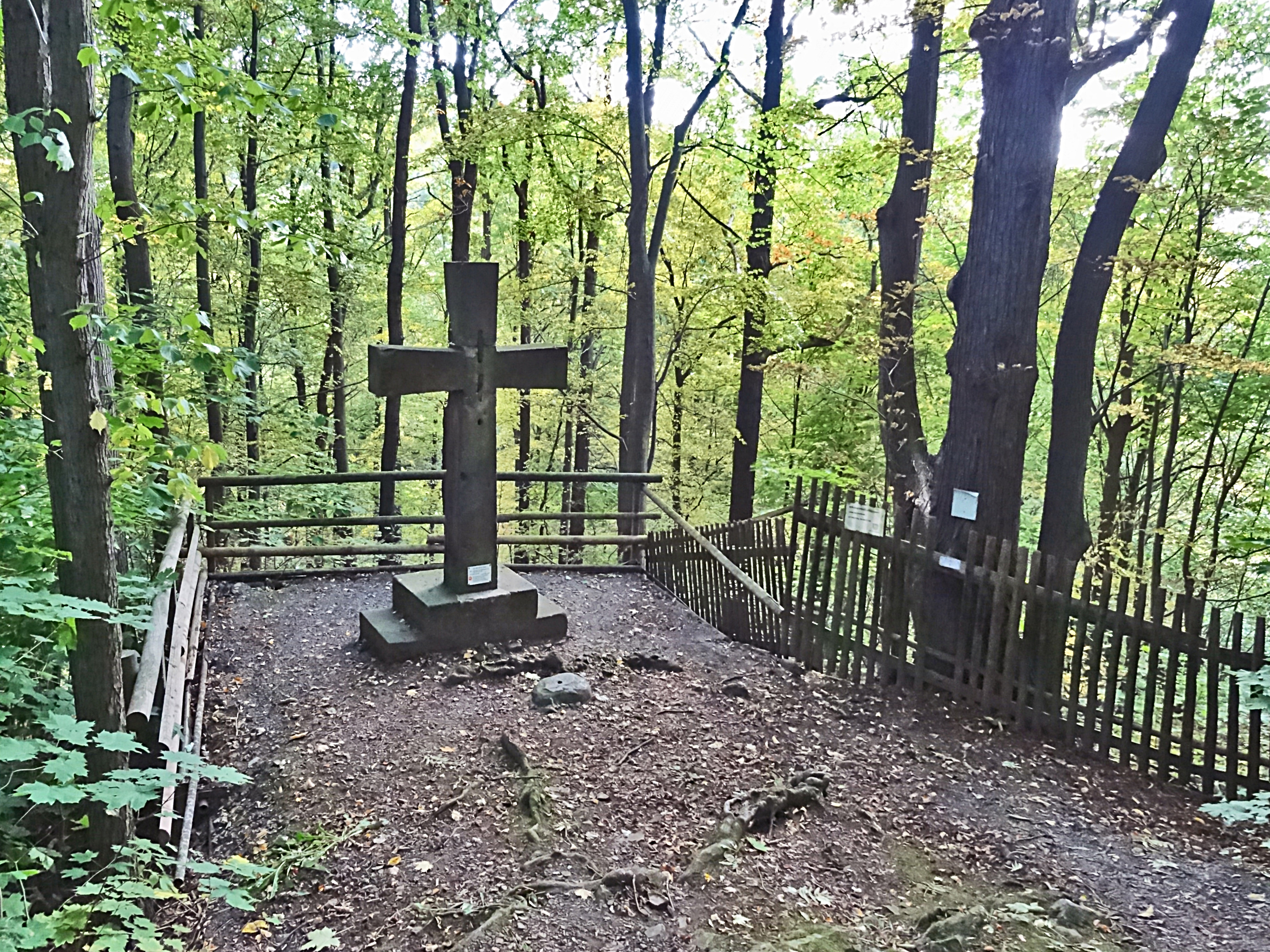
„Heiliges Kreuz“, gehörte ehemals zum Schlosspark
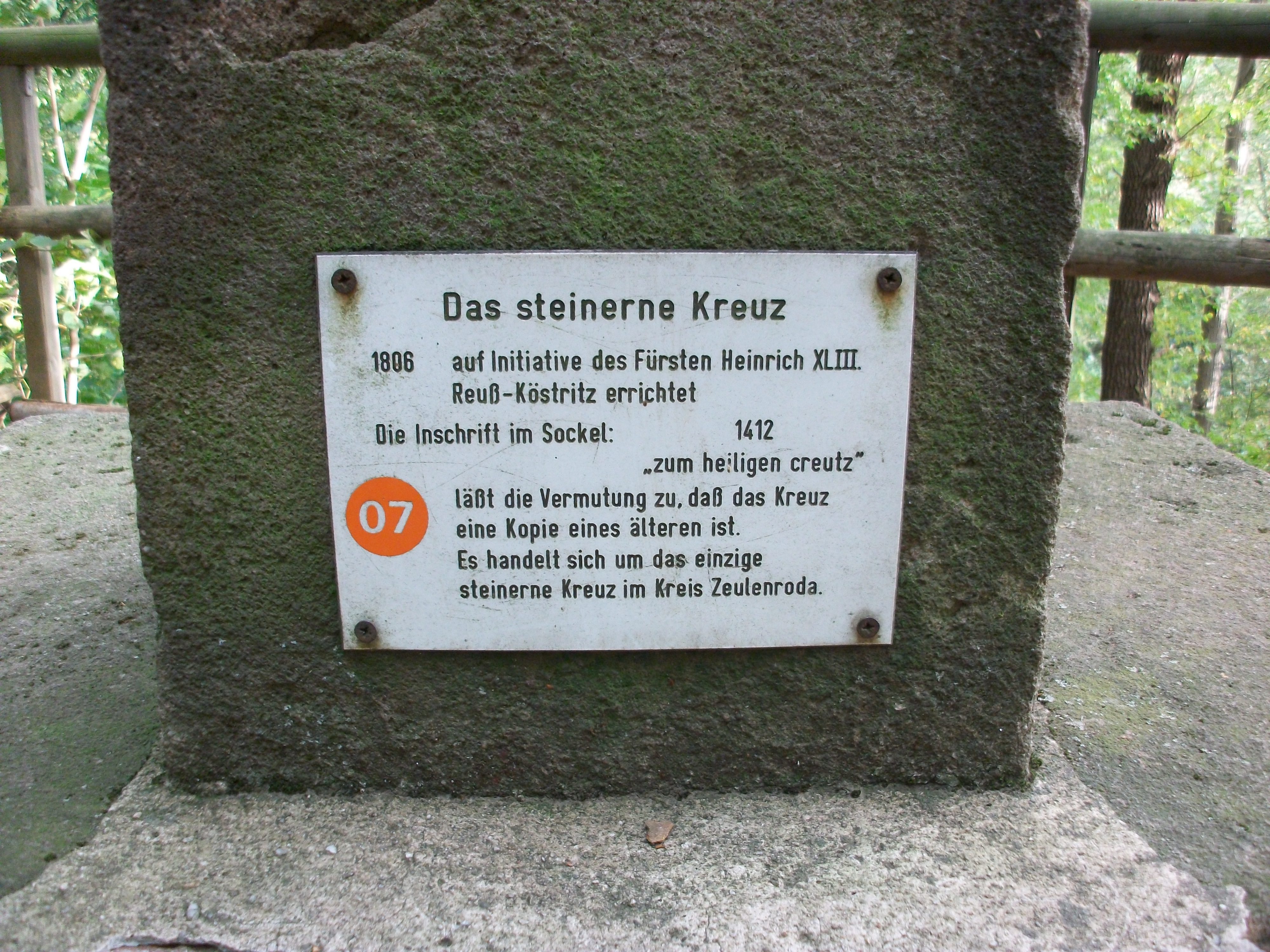
Infotafel am Kreuz

### Vorhof mit Wirtschaftsgebäude und Museum Reichenfels
1944 und 1955 wurde die Burganlage unter Denkmalschutz gestellt.  Um sie der Öffentlichkeit für kulturelle und touristische Zwecke zur Verfügung zu stellen, wurden seit 1955 an der Anlage Instandsetzungsarbeiten ausgeführt. Im hofartigen Vorgelände befindet sich das vom Vogtländischen Altertumsforschenden Verein zu Hohenleuben (gegründet 1825) geschaffene Heimatmuseum Hohenleuben-Reichenfels und das ehemalige Wirtschaftsgebäude, jetzt Burgschänke und Hotel. Im Museum wird auch die Geschichte der Burg, zum Teil anhand von Funden dargestellt. Dort, wo sich keine Gebäude befinden, ist der Hof mit einer historischen Mauer umgeben. Ein kleiner Teil des Hofes hat ein modernes bühnenartiges Zeltdach für regensichere Freiluftveranstaltungen.

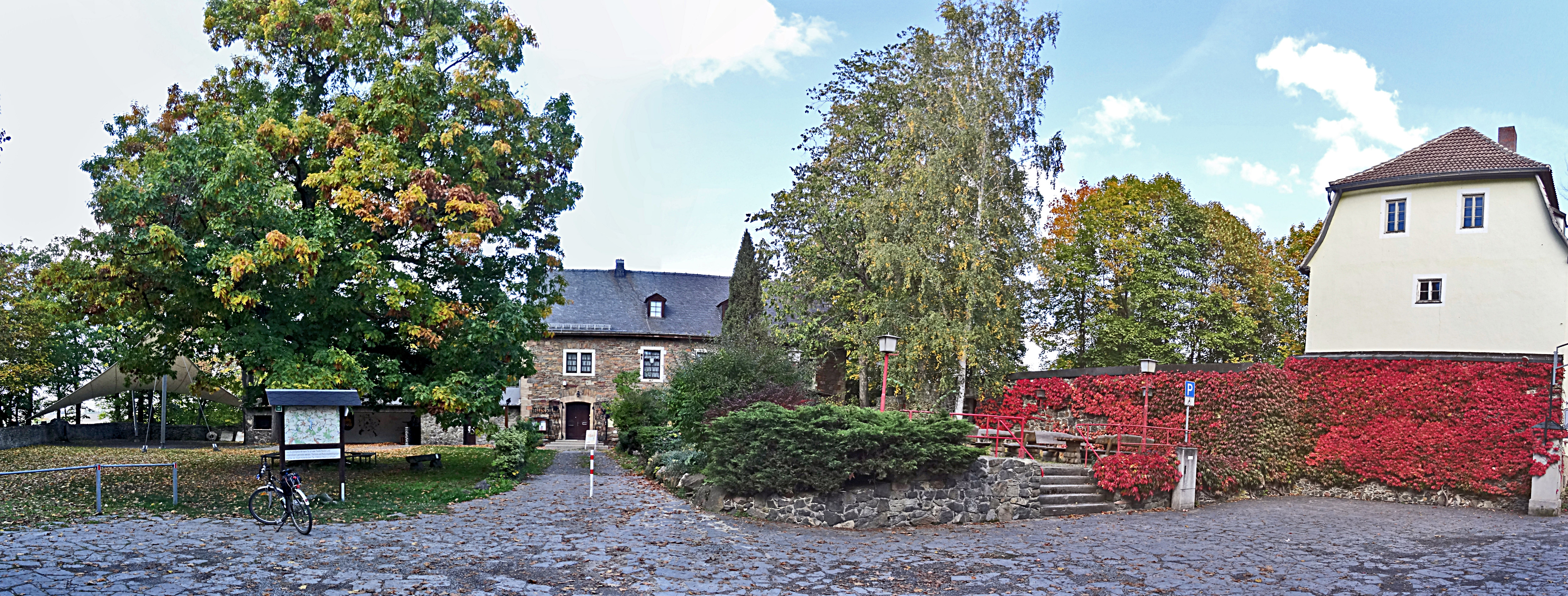
Areal des Wirtschaftshofes mit Museum (Bildmitte) und Wirtschaftsgebäude (heute Hotel, rechts)
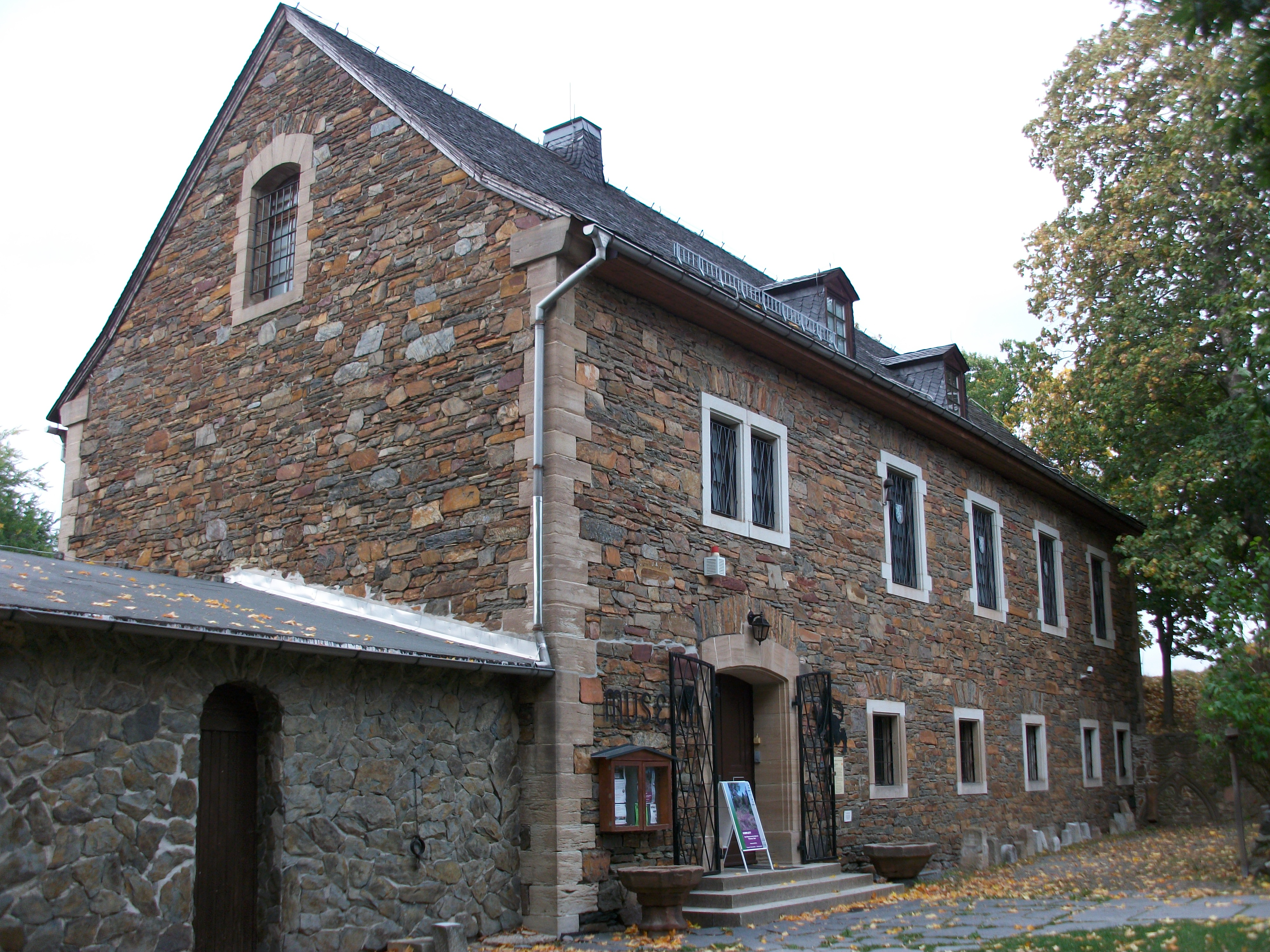
Museumsgebäude
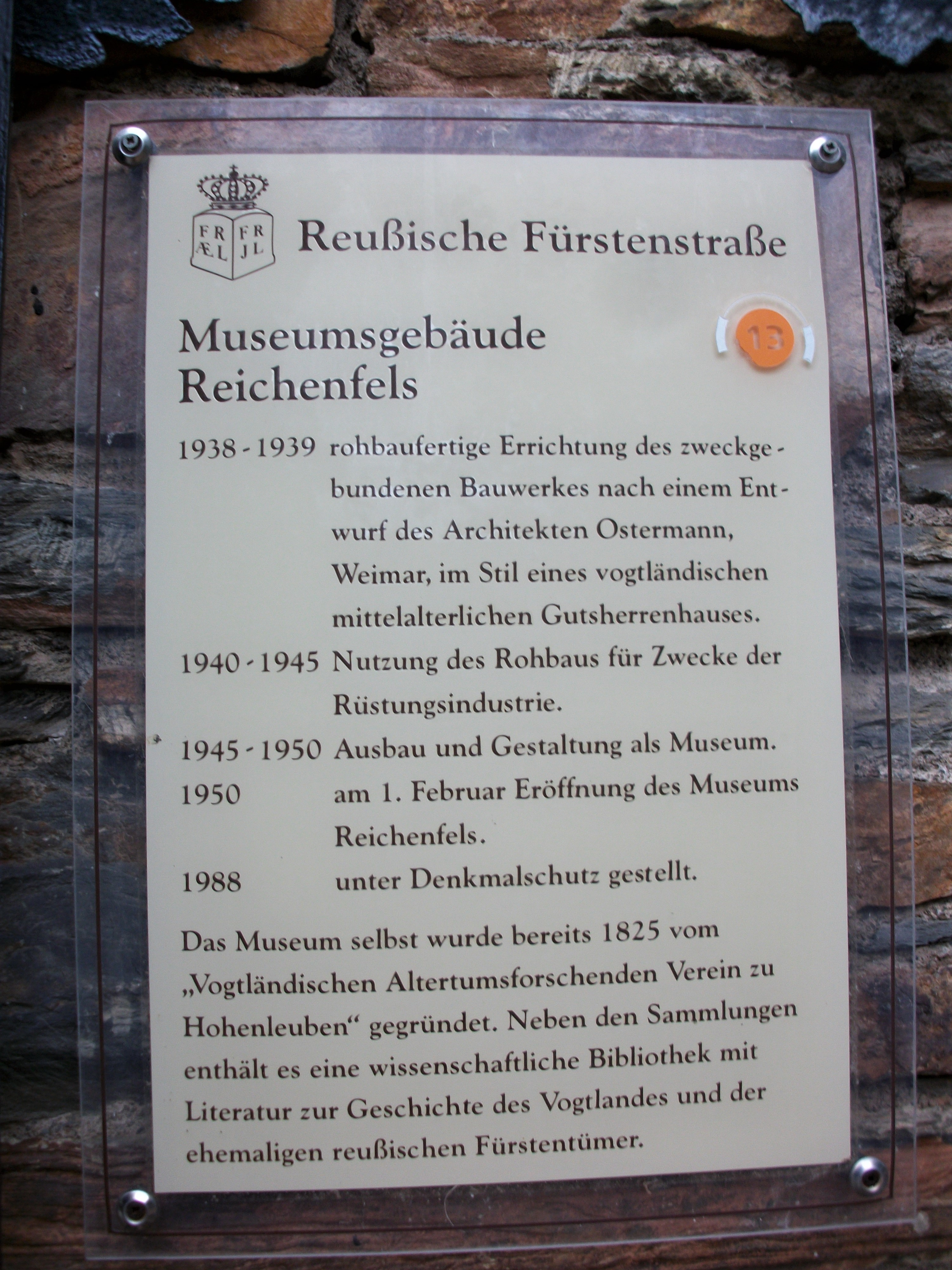
Infotafel zum Museumsbau
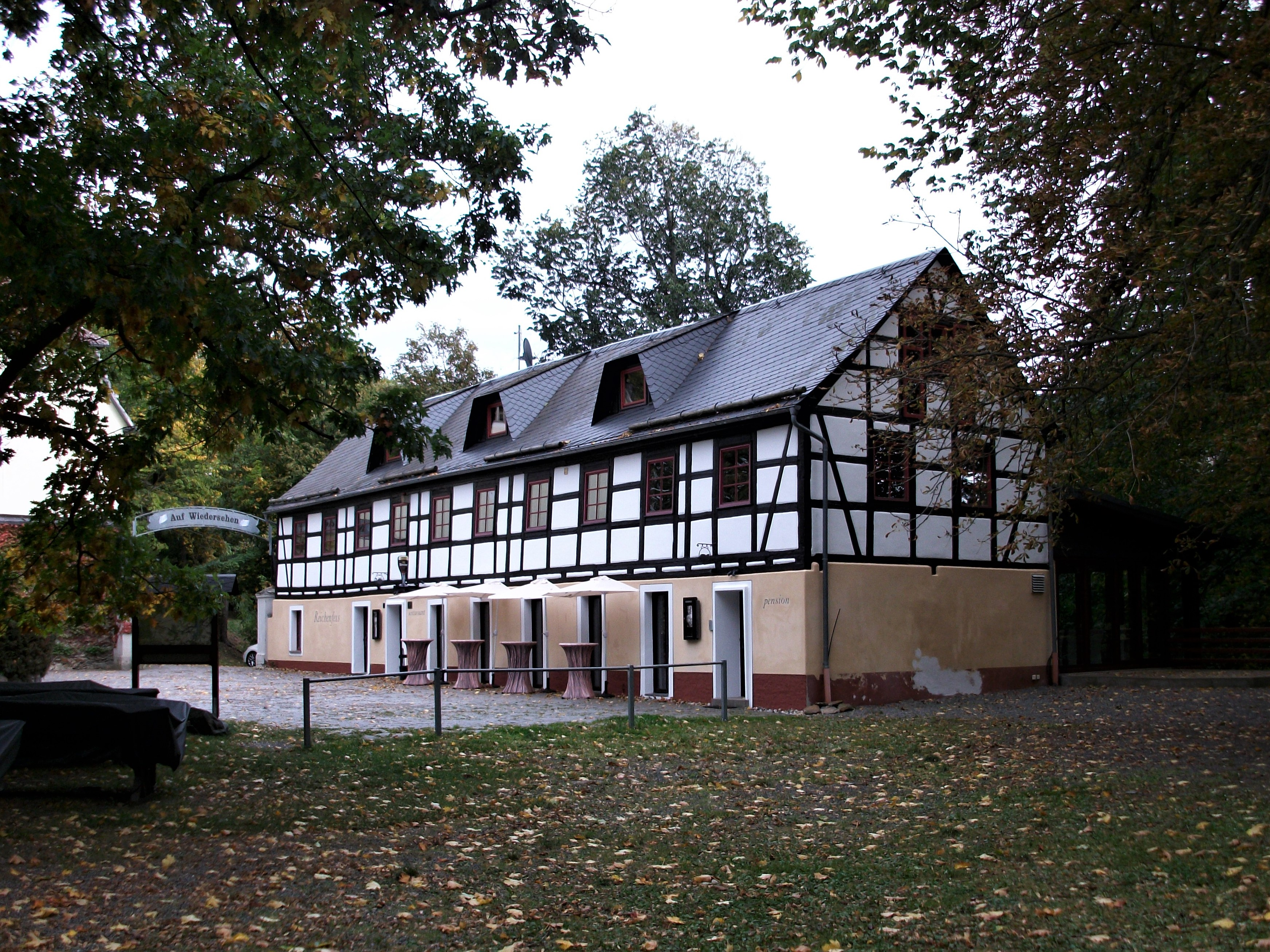
Wirtschaftsgebäude "Pächterhaus" am Burgvorplatz (2020)
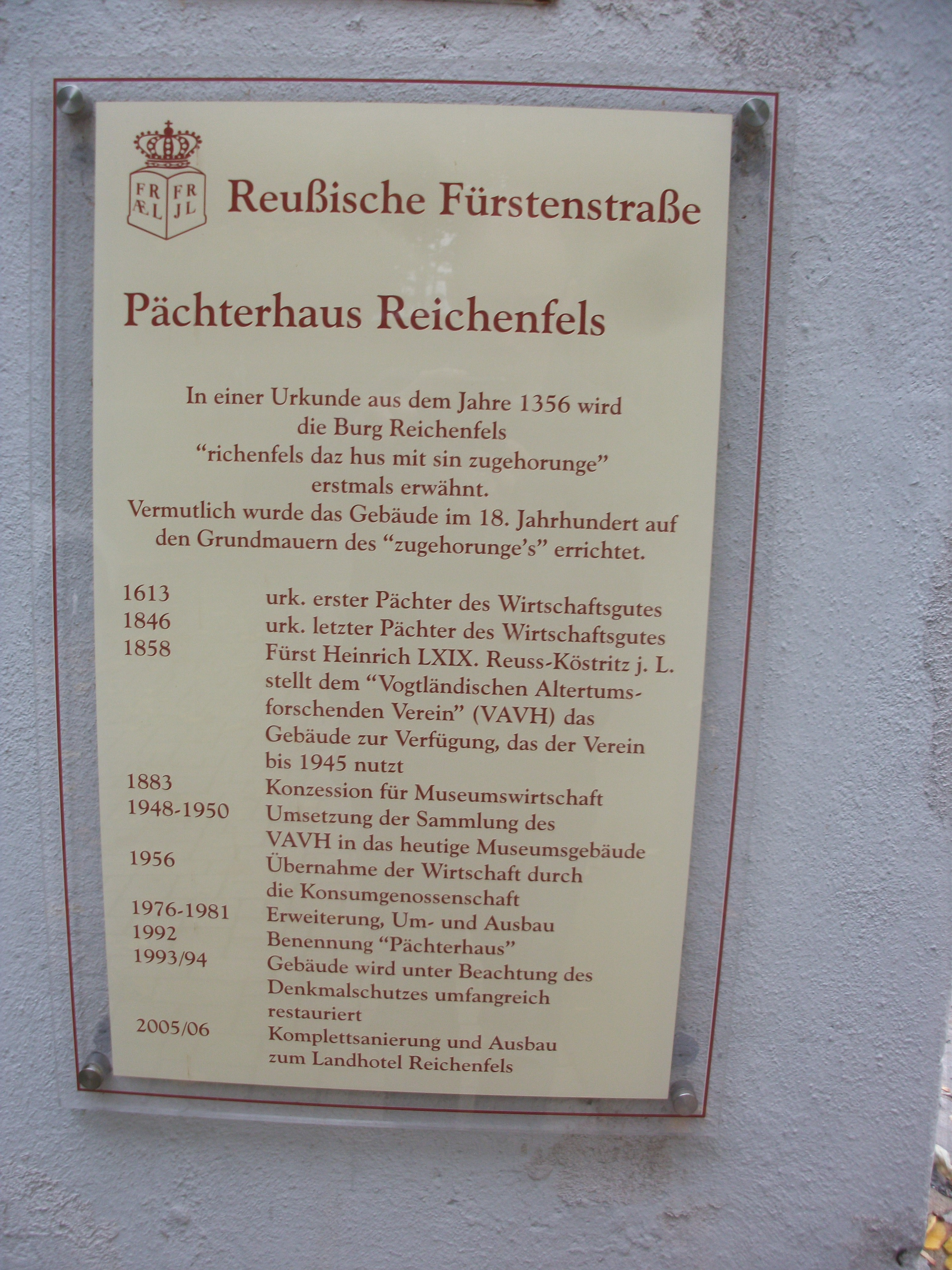
Infotafel am Pächterhaus

Im Museum Reichenfels sind die Grabungsfunde des Altertumsforschenden Vereins aus 19. und 20. Jahrhundert insbesondere von ostthüringischen/vogtländischen kleinen Burgställen und Wallburgen der frühdeutschen Zeit, Slawenzeit oder Bronzezeit ausgestellt. Des Weiteren gibt es einige gerettete Objekte aus dem kurz vor 1989 abgerissenen Schloss von Hohenleuben. Eine Dauerausstellung zu Georg Kresse wurde um 1999 eingerichtet. Erhebliche Teile der Funde-Ausstellung können als „Museum im Museum“ angesehen werden, da sie in historischen Vitrinen im Ursprungszustand den Besuchern präsentiert werden. 
Im Museumsgebäude befindet sich auch das „Kressearchiv“. Das Archiv enthält auch Literatur zur Geschichte des Vogtlandes und der ehemaligen reußischen Fürstentümer.

## Anlage
Die kleine Burg besteht faktisch nur aus einer Kernburg, die durch einen tiefen und breiten Ringgraben vom Vorgelände getrennt wird. Über den Ringgraben führt heute eine durchgehende Steinbrücke. Am Burgtor sind aber Spuren zum Heben einer Zugbrücke erkennbar.
Die Kernburg wurde mit einer polygonalen Ringmauer umgeben (Durchmesser etwa 30 Meter, Mauerreste im Westen mit einer Resthöhe von 4 bis 8 Metern erhalten) und durch einen Bergfried gesichert. Reste weiter Gebäude sind erkennbar.

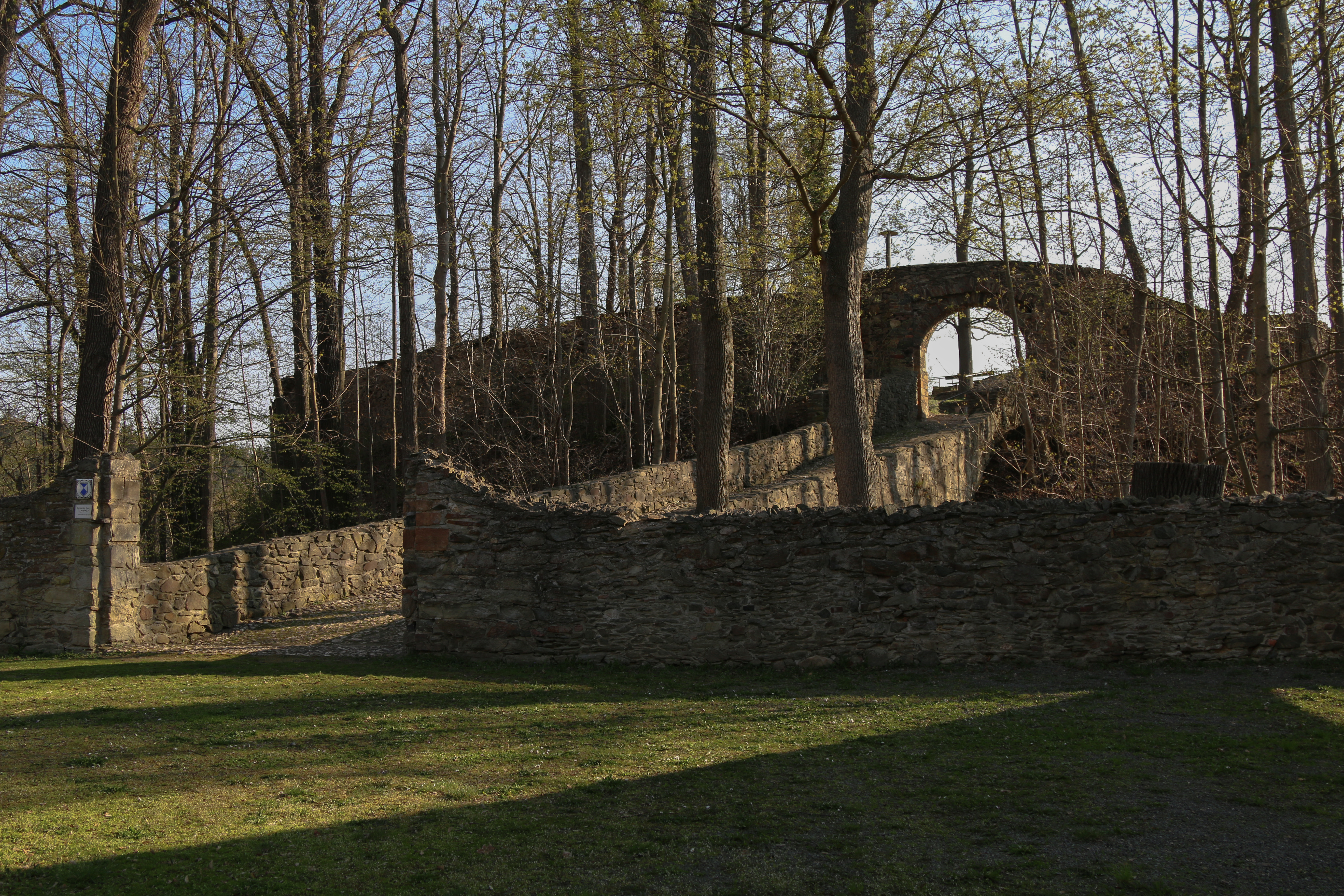
Zufahrt vom Wirtschaftshof aus über die Brücke
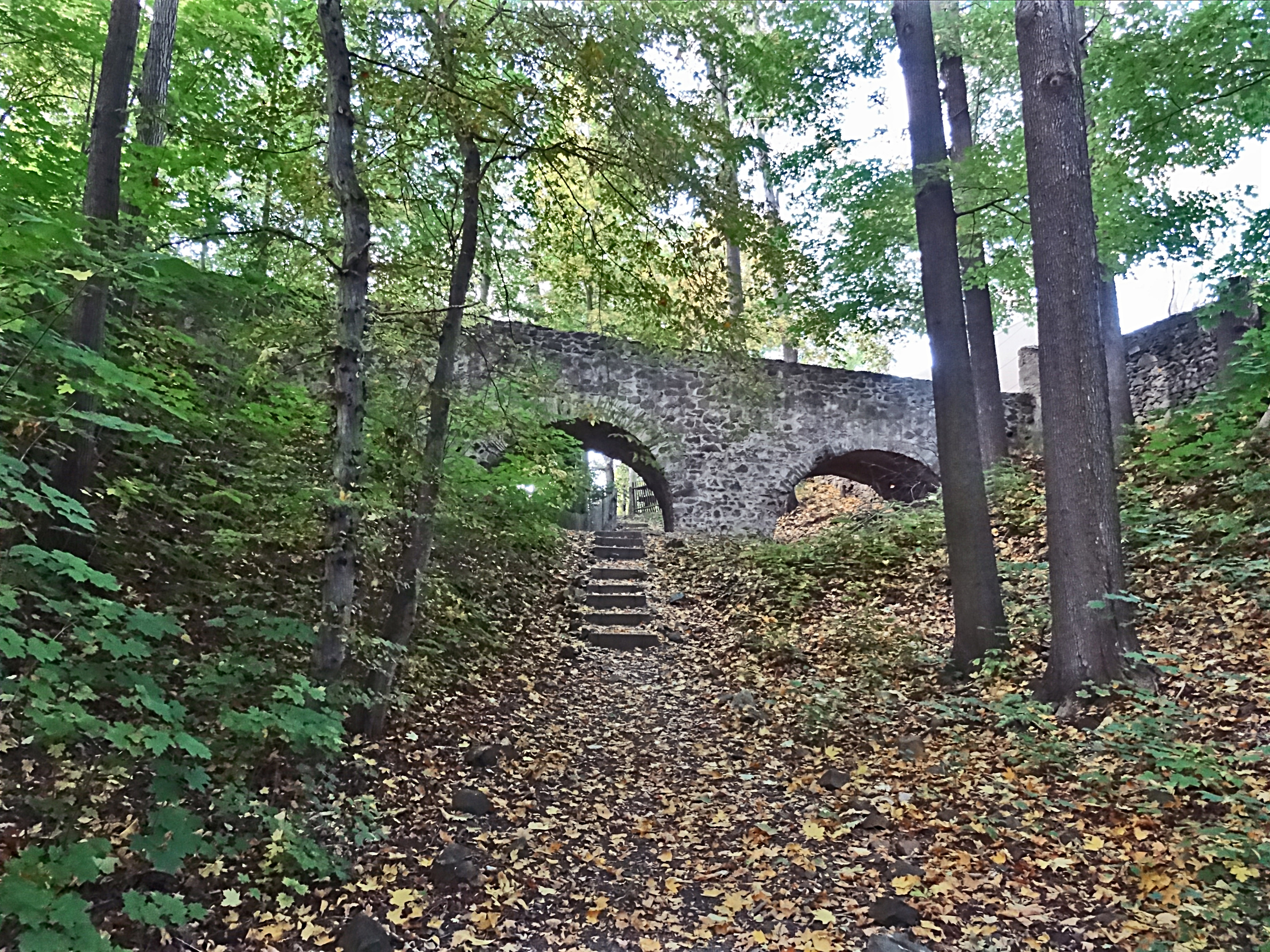
Bogenbrücke über den Burggraben
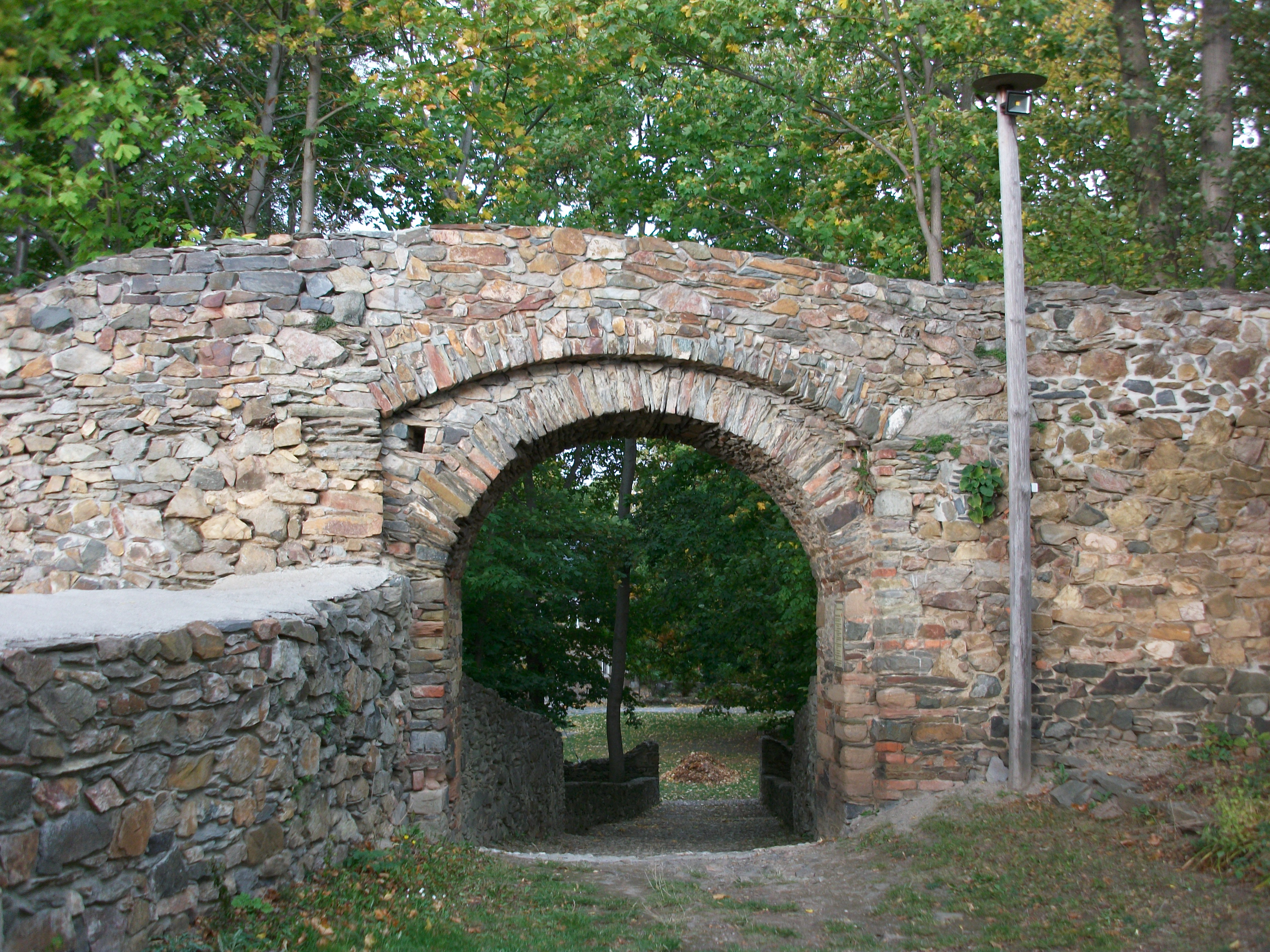
Innenseite des Burgtores mit erhaltener Rolle (rechts) für die ehemalige Zugbrücke
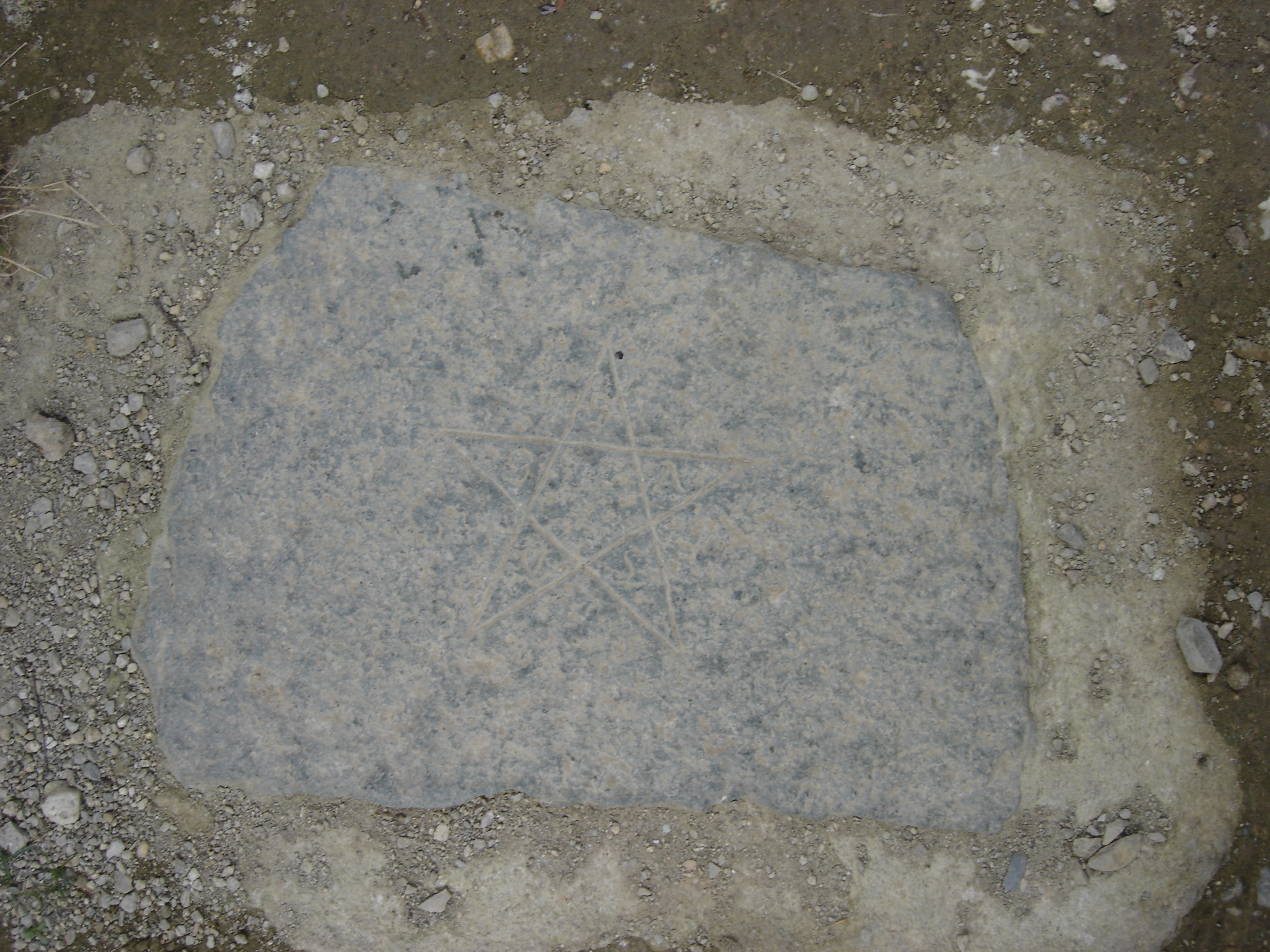
Drudenfuß als Türschwelle
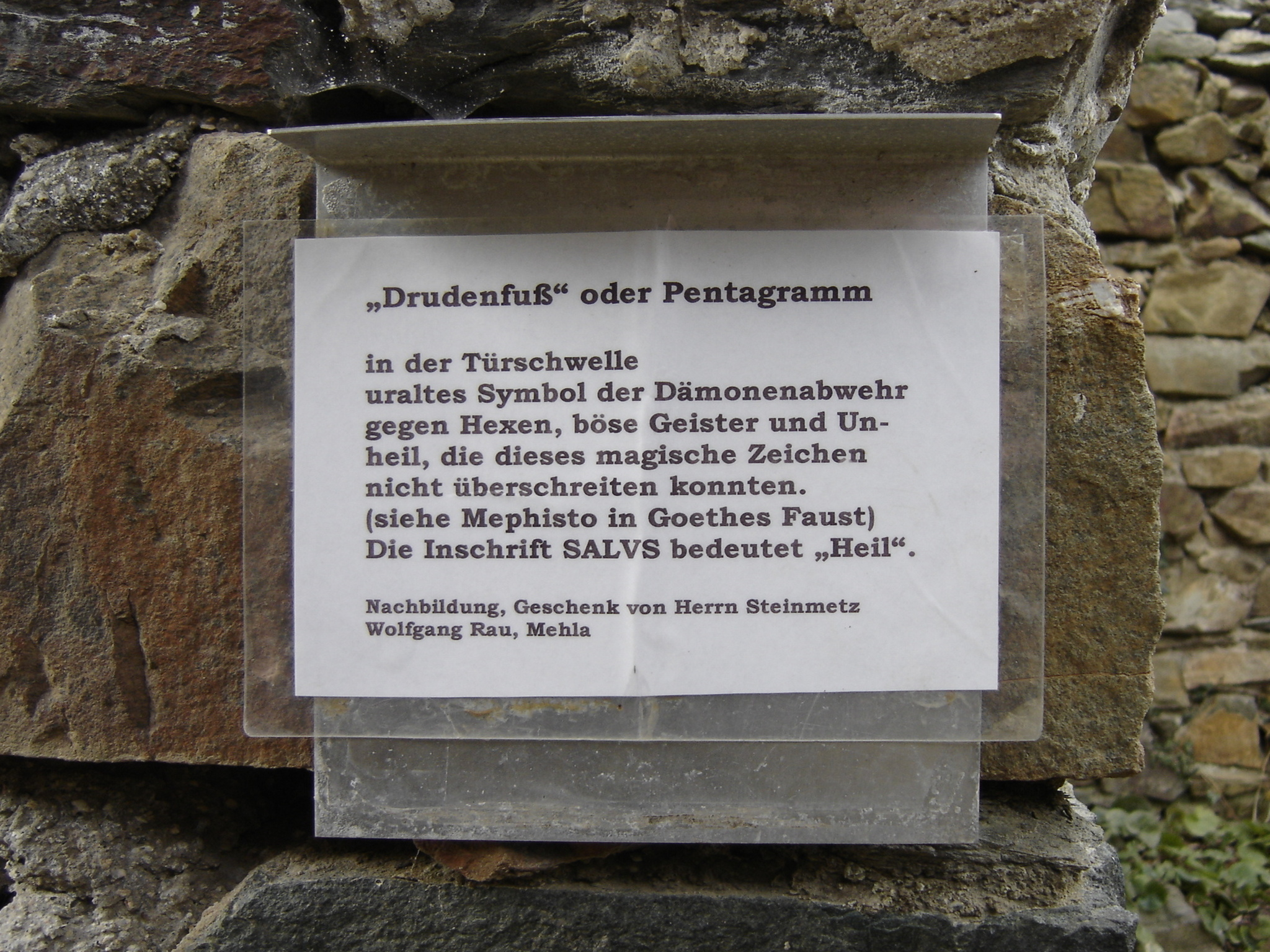
Drudenfuß, Erläuterung
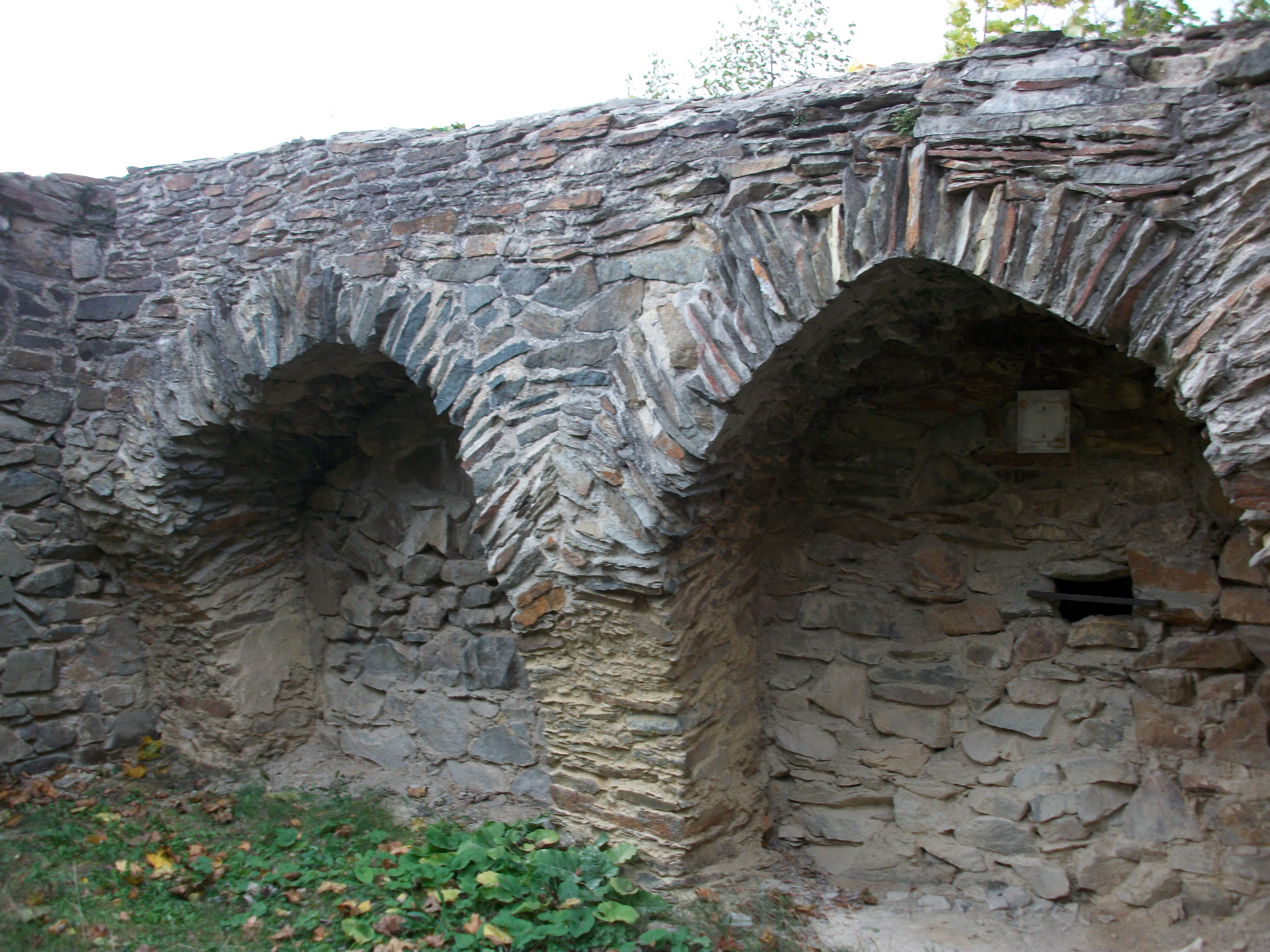
Stützgewölbe an der Innenseite der Ringmauer
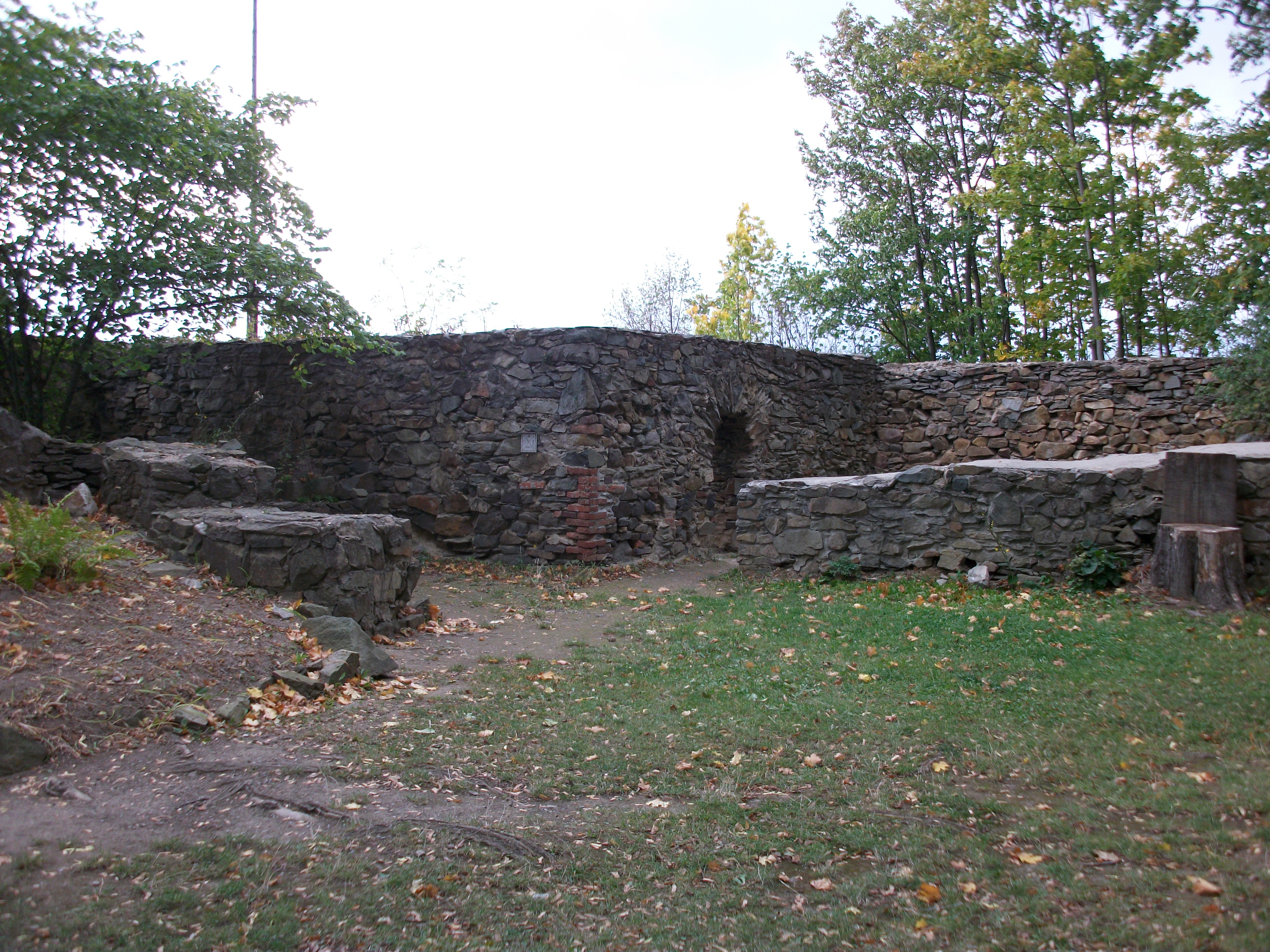
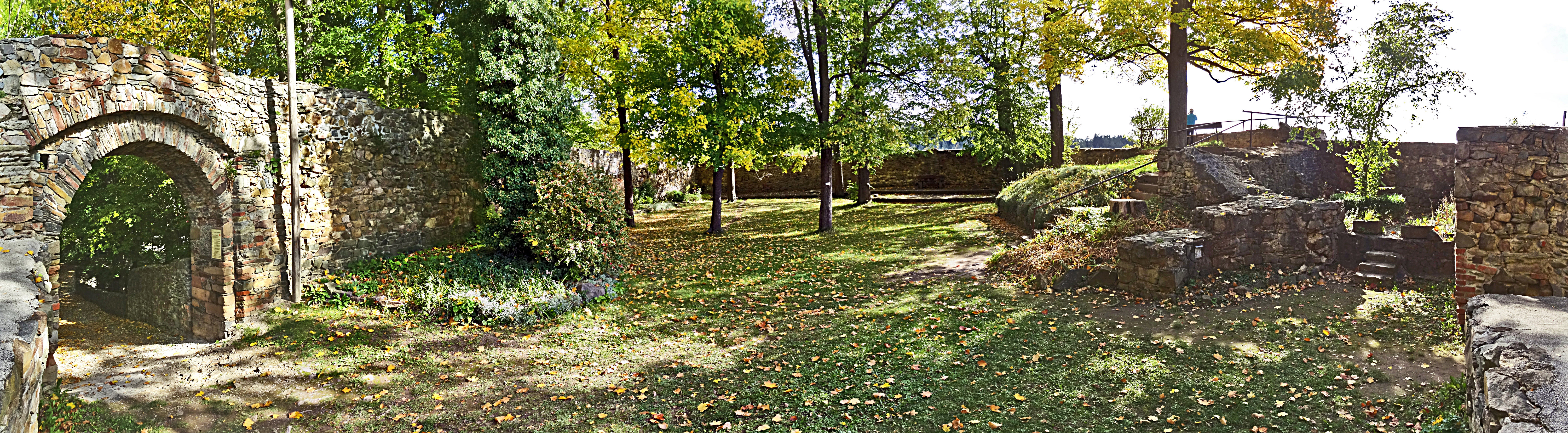
Innenhof der Kernburg mit Umfassungsmauerresten

Die Burgruine ist ein geschütztes Kulturdenkmal.

## Veranstaltungen

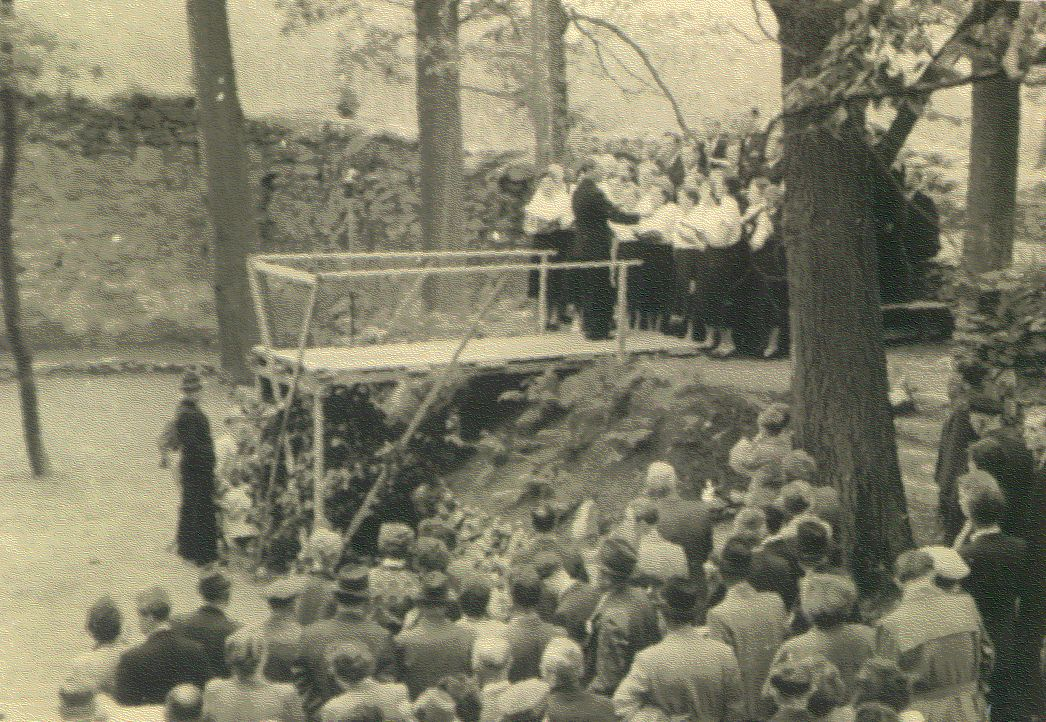
Chor-Wettbewerb 1955 in der Burgruine

Seit 1984 fand jährlich ein Ruinenfest auf der Burg und gleichzeitig ein "Georg-Kresse-Gedenklauf" statt. Nach 1989/90 wurden keine Gedenkläufe mehr veranstaltet. Wandergruppen boten auch geführte Wanderungen "Auf den Spuren des Bauerngenerals" hier an (um 2011).
Das Burggelände wird weiterhin ebenso wie der Vorplatz am Museum touristisch und für Veranstaltungen genutzt.

## DDR-Fernsehserie „Rächer, Retter und Rapiere“
Das Leben des Volkshelden und sogenannten „Bauerngenerals“ Georg Kresse (1604–1641), den man als „Robin Hood des Vogtlandes“ ansehen kann, spielte sich auch in und um die Pflege Reichenfels ab, während des Dreißigjährigen Krieges. Ein direkter Zusammenhang von Georg Kresse und Burg Reichenfels ist aber nicht belegt.
Januar/Februar 1982 (Erstausstrahlung im DDR-Fernsehen) begann die siebenteilige DDR-Fernsehserie „Rächer, Retter und Rapiere“ zum Leben (und der Legende) von Georg Kresse. Alle Teile entstanden 1982. Regisseur war Andrzej Konic. Das Drehbuch stammt von 1981 und das Volksstück mit gleichen Namen vom gebürtigen Coburger Ottomar Lang, Schriftsteller aus Berlin, aus dem Jahre 1970. Das Drehbuch beruhte auf dem gleichnamigen Abenteuerroman von Herbert Schauer und Otto Bonhoff, der in 6 Auflagen mit über 100.000 Stück überaus erfolgreich in Berlin ab 1969 durch den Militärverlag der DDR vertrieben worden war. Wegen des Romanerfolgs schrieben Schauer und Bonhof darauf beruhend das genannte Drehbuch von 1981. Das DDR-Fernsehen strahlte die Verfilmung mehrfach aus. Zahlreiche weltweite Fernsehsender, auch das ARD, sendeten die Serie. Auf Grundlage des genannten Abenteuerromanes hatte Ottomar Lang ein gleichnamiges Bühnenstück geschrieben, welches durch das Harzer Bergtheater Thale und auf Bühnen in Quedlinburg aufgeführt wurde. Am 5. Juni 1971 erfolgte auf dem Hexentanzplatz dessen Erstaufführung. Im September 2010 wurde die Verfilmung erstmals auf DVD herausgegeben.
Gunter Schoß spielte im Film den (wohl fiktiven) Herrn Mathias Birnbaum ("Birnbäumchen"), Advokat des Herrn von Müffling. In einer Szene öffnet er das Burgtor von Reichenfels und begrüßt die Ankommenden mit den Worten „Willkommen auf Reichenfels“. Offensichtlich muss die Szene aber an einem anderen Ort, also nicht auf dieser Burgruine, gedreht worden sein. Walter Plathe spielte in der Serie den Bauerngeneral.
Die Verfilmung berichtet auch vom tatsächlich ausgestellten kaiserlichen Schutzbrief des Kaisers Ferdinand II., den General Albrecht von Wallenstein für die Linie der Herren von Reuß-Burgk ausstellte. Im Film wird der Schutzbrief jedoch für Herrn von Müffling auf Burg Reichenfels ausgestellt, was nicht der Historie entspricht.
Die zweite Hauptrolle im Film spielt Rolf Hoppe als "Heinrich von Müffling auf Reichenfels" († 7. Juli 1637 in Streitau). Diese Person ist historisch belegt als Besitzer der Burg und Herrschaft Reichenfels (und der Nachbarherrschaft Hohenleuben). Außerdem war "Hans Heinrich Müffling genannt Weiß" Amtmann von Stockenroth und Hallerstein.
Erhebliche Teile der sieben Filmteile wurden an und in Schloss Burgk (Saaletal) gedreht. Im Film wird auch ein Gemälde des "Heinrich von Müffling" (als Jäger mit Vogel) gezeigt. Dieses zeigt ihn vor Schloss Burgk. Die Müffling saßen aber nie auf Schloss Burgk. Das Gemälde wurde wohl eigens für den Film gemalt und hat daher auch keinen aufwendig verzierten Rahmen. Ein erhaltener Brief von 1630 eines Bediensteten an seinen Herrn "Heinrich von Müffling auf Reichenfels" berichtet über Geschehnisse um Georg Kresse.
In weiteren Hauptrollen und Nebenrollen:
- Barbara Brylska als Frau des Heinrich von Müffling, Sybilla von Müffling
- Katrin Klein als Freundin/Frau Anne Possel (historisch belegt eigentlich Anna Pissel) von Georg Kresse
- Eberhard Kirchberg als Veit
- Michael Narloch als Thomas
- Jürgen Reuter als Daniel Fuchs, Gesetzloser und Maler
- Michael Christian als Kriminalleutnant (Polizeichef) der Herrschaft
- Lissy Tempelhof als Kresses Mutter
- Peter Kalisch als Kresses Vater
- Wilhelm Koch-Hooge als Hans Kresse
- Peter Dommisch als Johannes
- Gerhard Vogt als Bruno
- Leon Niemczyk als Rittmeister von Karpowitz
- Eckhard Bilz als Kornett Bohle
- Ernst-Georg Schwill als Korporal
- Fred Ludwig als Wilhelm Rüdiger
- Siegfried Seibt als "Knollenbäcker"
- Christian Steyer als schwedischer Leutnant Lindström
- Liane Düsterhöft. Kurzauftritt in Teil 7 als Geliebte des Herrn Birnbaum.
- Günter Grabbert als schwedischer Commissarius
- Frank Ciazynski als Pfarrer Jacobi
- Rüdiger Joswig als Peter
- Manfred Richter als Günter
- Peter Friedrichson als Wenzel

Sowie Peter Tepper, Willi Schrade, Elke Brosch, Tomasz Domaniewski, Werner Senftleben und Heinz Zimmer.
Nach der sagenhaften Überlieferung des Volkes versteckte sich Georg Kresse oft im Triebestal nahe der Burg in der sogenannten Kressenhöhle vor den Häschern der Herrschaft.
Der Hohenleubener Karnevalsverein spielte auf der Bühne im Burgvorhof (u. a. 2005) das Stück "Kresse, Rächer, Retter und paar Biere".

## Sehenswürdigkeiten der Umgebung
- Außerhalb des Hofes befindet sich das Reichenfelser Labyrinth (Durchmesser 10 m, Weglänge ca. 200 m). Rasen- und Steinlabyrinthe gelten als vorchristliche Kultstätten und dienten besonders bei Sonnwend- und Frühlingsfeiern zur Meditation, für rituelle Reigen und Schreittänze, Laufübungen und Spiele. Im Mittelalter übernahm die christliche Kirche Labyrinthe als Symbol für die ideelle Pilgerfahrt nach Jerusalem.

- Georg-Kresse-Weg. Angelegt in den 1990er Jahren. Der Weg zwischen Elstertal und Aumatal berührt auch die Kressehöhle/Kressenhöhle bei der Lochmühle/Schloßmühle (ehemals zur Burg Reichenfels gehörig) im Triebestal. Ursprünglich existierten zwei Objekte/Bergbaustollen, die als Kressehöhlen betitelt wurden. Eine hieß auch "Kresselager". Eine Höhle fiel um 1936 einem Steinbruchbetrieb zum Opfer. Diese Höhle war von der Burg/Aussichtspunkt aus gut sichtbar.[12]
- Dreiherrenstein im Triebestal direkt an der Triebes. Ein dreieckiger Grenzstein. Hier grenzten die drei Herrschaften Reuß ältere und jüngere Linie und das Kurfürstentum Sachsen an einander.
- Wallanlage Tumelle (Turmhügelburg) bei Brückla

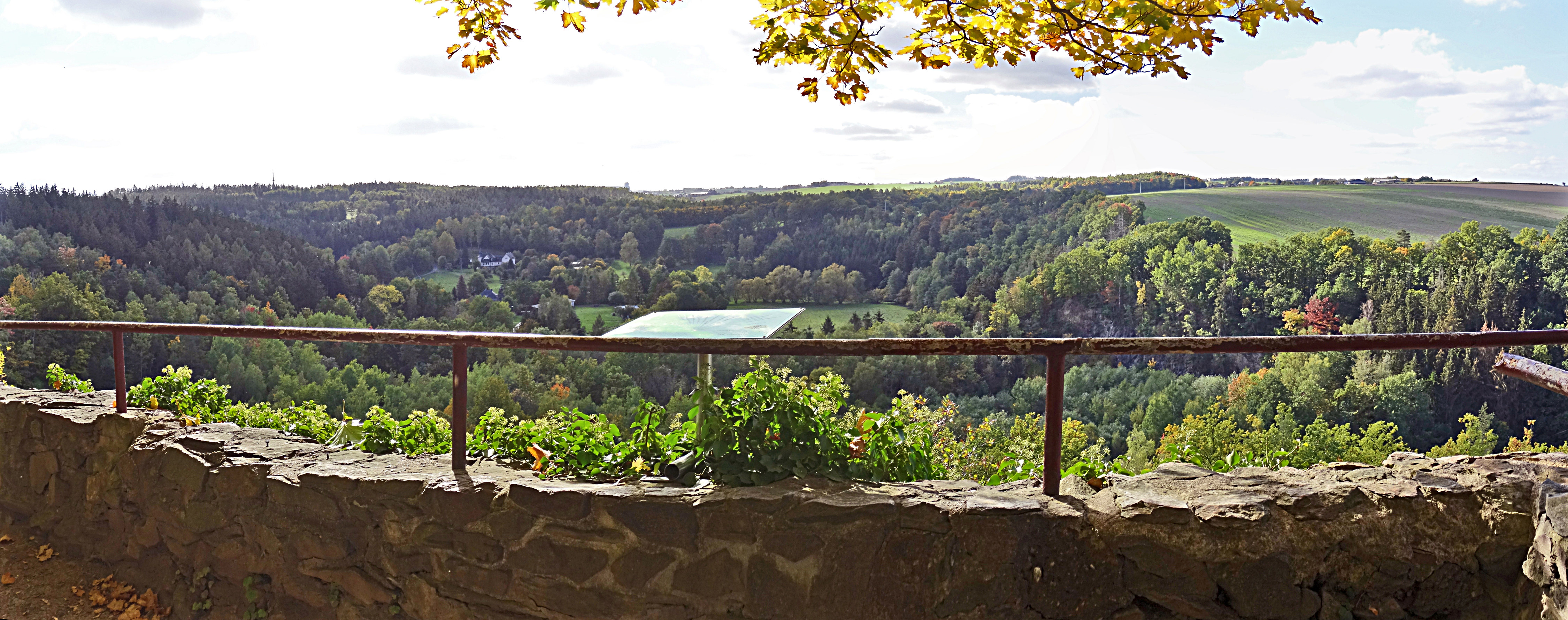
Blick ins Triebestal von der Kernburg
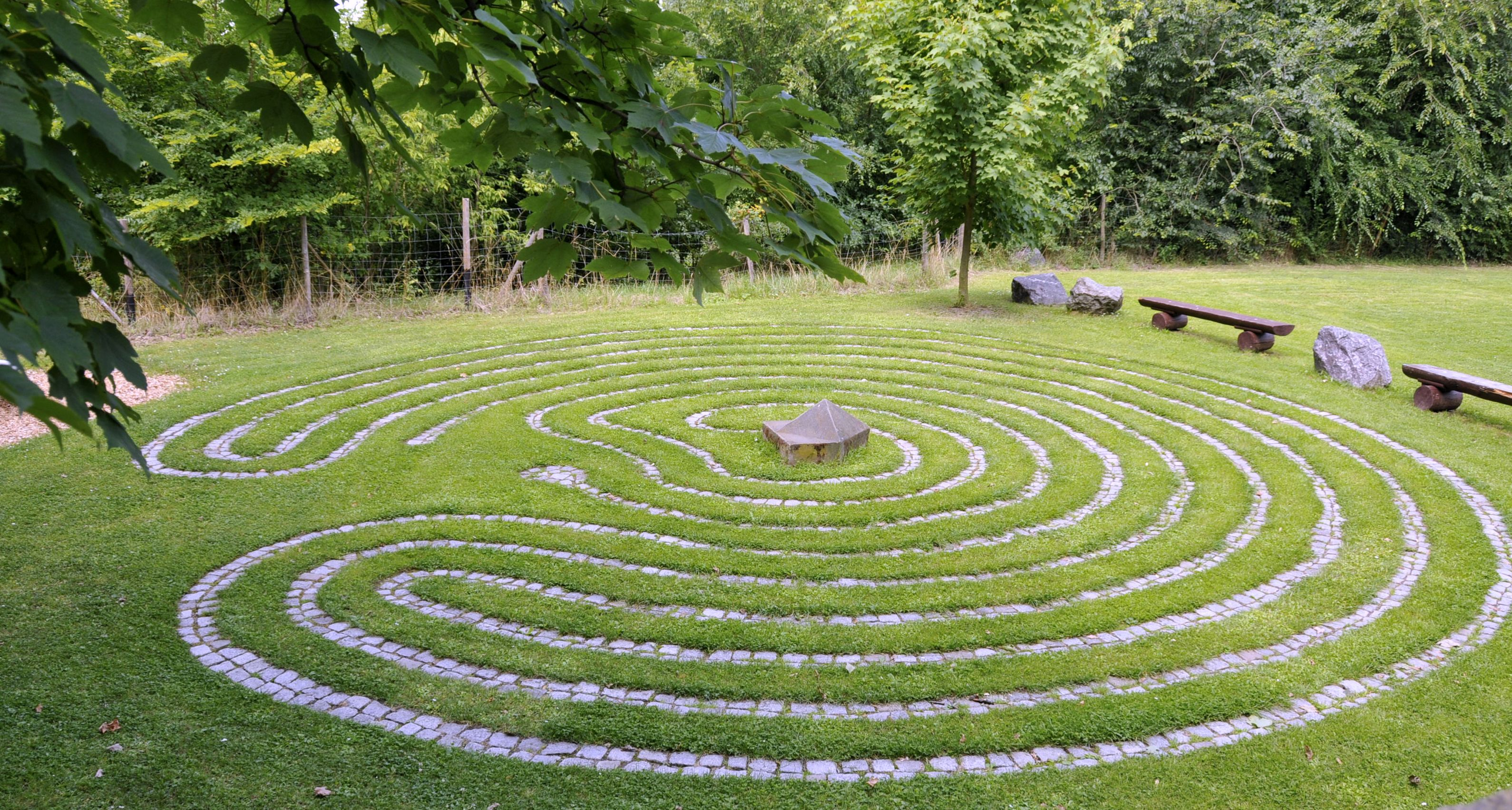
Rasenlabyrinth
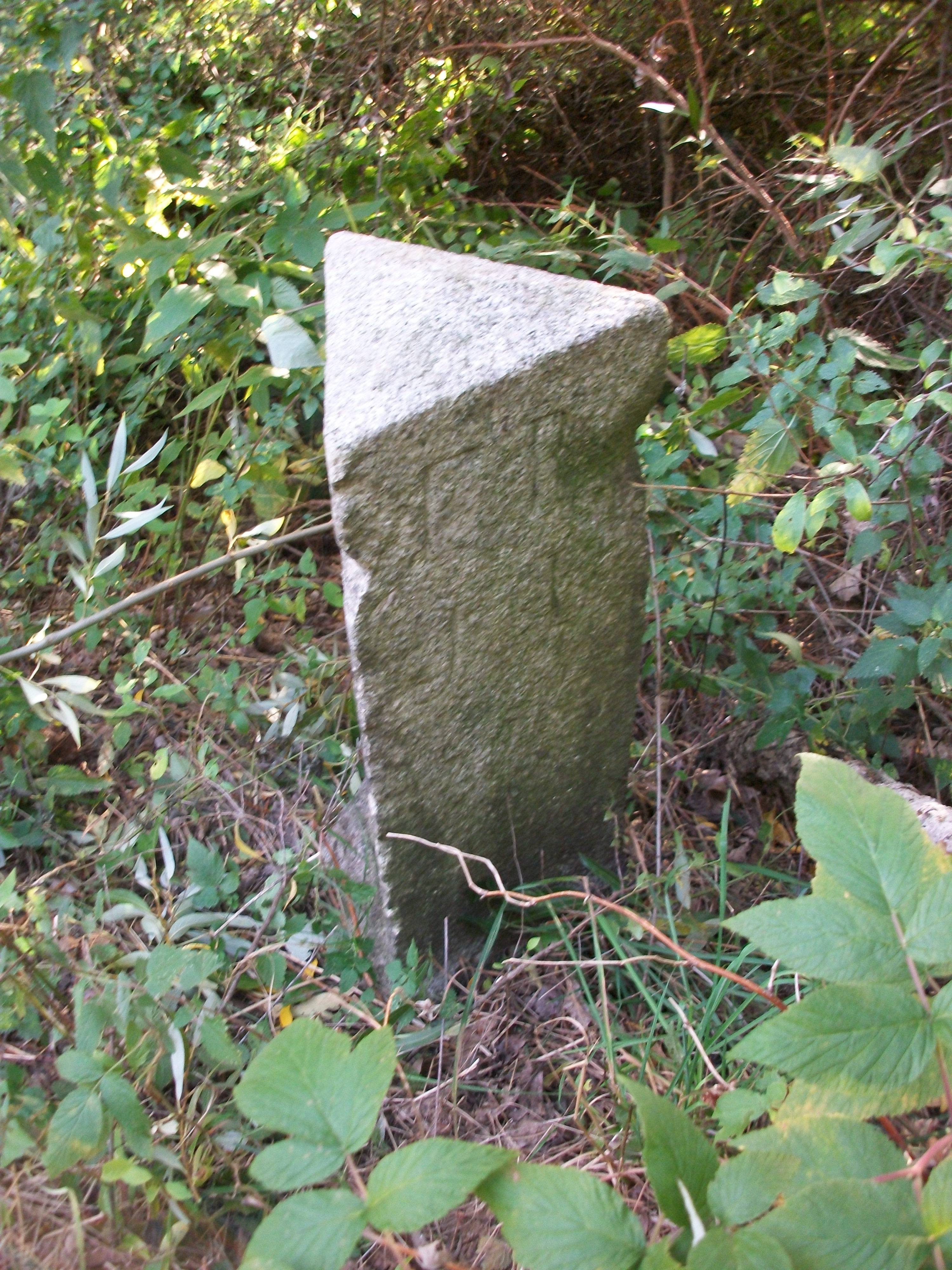
Dreiherrenstein bei Hohenleuben
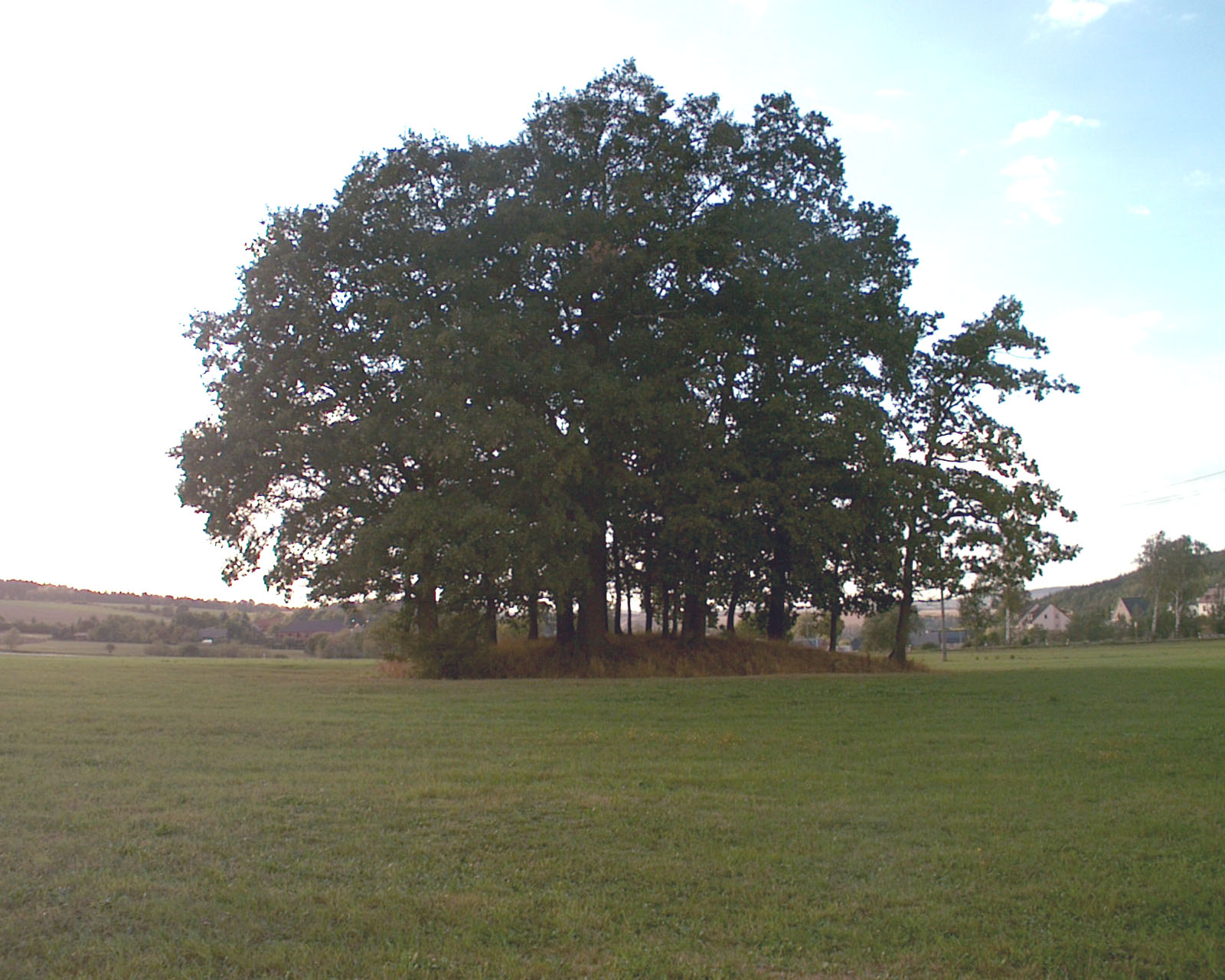
Turmhügelburg "Tumelle" bei Brückla